# 科查斯區 (奧克羅斯省)

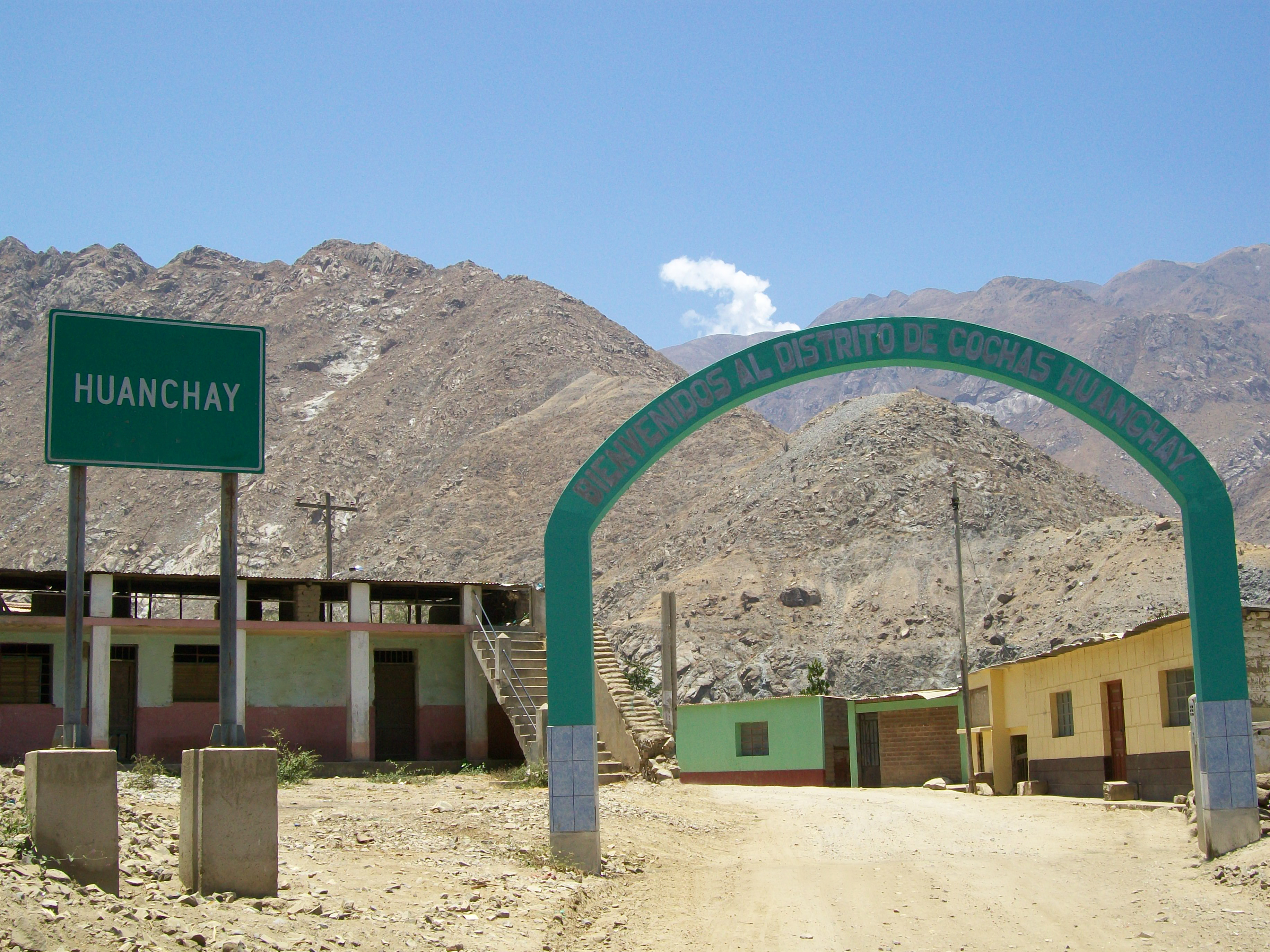

科查斯區（西班牙語：Distrito de Cochas），是秘魯的一個區，位於該國北部安卡什大區的奧克羅斯省，始建於1957年1月2日，面積412.48平方公里，海拔高度1,350米，2005年人口1,137，人口密度為每平方公里2.8人。